# Algua
Algua – miejscowość i gmina we Włoszech, w regionie Lombardia, w prowincji Bergamo.
Według danych na styczeń 2009 gminę zamieszkiwały 722 osoby przy gęstości zaludnienia 88,7 os./1 km².